# Хрістос Папуцис
Хрі́стос Папуци́с (грец. Χρήστος Παπουτσής, 11 квітня 1953, Лариса) — грецький політик, член ПАСОК, міністр захисту громадян (2010—2012).

## Біографічні відомості
Хрістос Папуцис народився 1953 року в Ларисі, Греція. Пізніше переїхав до Афін, де вивчав економіку в Національному університеті імені Каподістрії. Одружений, має доньку.

## Політична кар'єра
Ще в університетські роки брав активну участь у студентському політичному русі в період військової хунти «чорних полковників». Після відновлення демократії в 1974 році став членом ПАСОК. Був президентом грецького Національного союзу студентів (1978—1980), заступником секретаря молодіжного руху ПАСОК (1978—1981) і секретарем ЦК ПАСОК (1982—1985). Професійну політичну кар'єру розпочав 1982 року. З тих пір він займав низку посад у ПАСОК, європейських міжнародних організаціях і грецькому уряді.
В період 1984 по 1995 роки він був членом Європейського парламенту три терміни поспіль (1984, 1989, 1994). У цей період він обіймав посаду віце-президента Соціалістичної групи Європейського парламенту (1987—1994) і керівника делегації ПАСОК в Європейському парламенті (1989—1994).
Поряд із виконанням обов'язків представника у Європейському парламенті, служив секретарем з міжнародних відносин ПАСОК і представником партії в Соціалістичному інтернаціоналі в період з 1988 по 1994 рік.
В 1995—1999 роках він був призначений комісаром ЄС з енергетики при Сантері і Маріні, агенці EURATOM, агенції з туризму і соціальної економіки. У період дії свого мандата висунув ряд стратегій у галузі «зеленої» енергетики, підприємництва, торгівлі, туризму та соціальної економіки.
2000 року обраний членом парламенту Греції від партії ПАСОК (вибори 2000, 2004, 2007 і 2009 років). Працював міністром торгового флоту (2000—2001) і головою опозиції в муніципальній раді Афін (2002—2006). Із переобранням ПАСОК до влади 2009 року, в жовтні 2009 року він обіймає посаду секретаря парламентської групи і виконує обов'язки парламентського прес-секретаря. Від 7 вересня 2010 року призначений міністром захисту громадян.
Після відставки Йоргоса Папандреу та формування коаліційного уряду на чолі із Лукасом Пападімосом Хрістос Папуціс зберіг пост міністра. Однак 7 березня 2012 року замінений на посаді міністра захисту своїм же попередником Міхалісом Хрісохоїдісом.

### Публікації
- European Destinations (грец. Ευρωπαϊκές Διαδρομές), by Christos Papoutsis, 1994, ISBN 960-236-433-5,
- The Colour of the Future (грец. Το Χρώμα του Μέλλοντος), by Christos Papoutsis, 1998, ISBN 960-14-0006-0,
- For Europe in the 21st Century (грец. Για την Ευρώπη του 21ου Αιώνα), by Christos Papoutsis, 1999, ISBN 960-14-0154-7,  [Архівовано 7 червня 2011 у Wayback Machine.]

## Нагороди і відзнаки
- Найвища відзнака із хрестом Президента Австрійської Республіки за внесок у приєднання Австрії до Європейського Союзу (18 травня 1995 року).
- Найвища відзнака Президента Республіки Чилі, Орден Бернардо О'Хіггінса, за внесок у відновлення демократії в Чилі (15 квітня 1998 року).